# Supersystem
Supersystem ist eine US-amerikanische Band, deren Musik eine Mischung aus Hip-Hop, Funk, Punk, Dance und anderen Einflüssen ist.
Sie wurde 1996 von Pete Cafarella und Rafael Cohen und Justin Moyer unter dem Namen El Guapo in Washington gegründet. Damals war ihrer Musik eine sehr experimentelle Mischung aus Jazz- und Punkeinflüssen. Nach der Veröffentlichung von drei Alben, mussten sie auf Grund von Rechtsstreitigkeiten mit einer gleichnamigen Band ihren Namen ändern. Den neuen Namen Supersystem entnahmen die Washingtoner ihrem Debütalbum „Super/System“. Mit dem Neubeginn haben die Experimentalmusiker nun auch eine neue (Musik)richtung eingeschlagen und werden mit Josh Blair (vorher Orthhelm) zum Quartett. Am 20. November 2006 hat Supersystem, nach der Erscheinung des letzten Albums, vollkommen überraschend die Tournee abgesagt und gleichzeitig die Auflösung der Band bekanntgegeben.

## Stil
Die Musik ist sehr beat-lastig und mischt Dance, Punk, Hip-Hop, Funk und andere Musikrichtungen. In ein bestimmtes Genre einordnen lässt sich die Musik der Band also nur sehr schwer.

## Diskographie

### Alben
- 2006 A Million Microphones (Touch and Go Records)
- 2005 Always Never Again (Touch and Go Records)
- 2002 Fake French (als El Guapo, Dischord Records)
- 2001 Super/System (als El Guapo, Dischord Records)

### Singles
- 2005 Miracle (nur Vinyl)
- 2005 Born Into The World / Defcon (Doppel-Single, nur Vinyl)

### Sonstiges
- 2003 Radio CPR – Begin Live Transmission (Compilation, 1 Song von El Guapo)